# Valori standard dei resistori

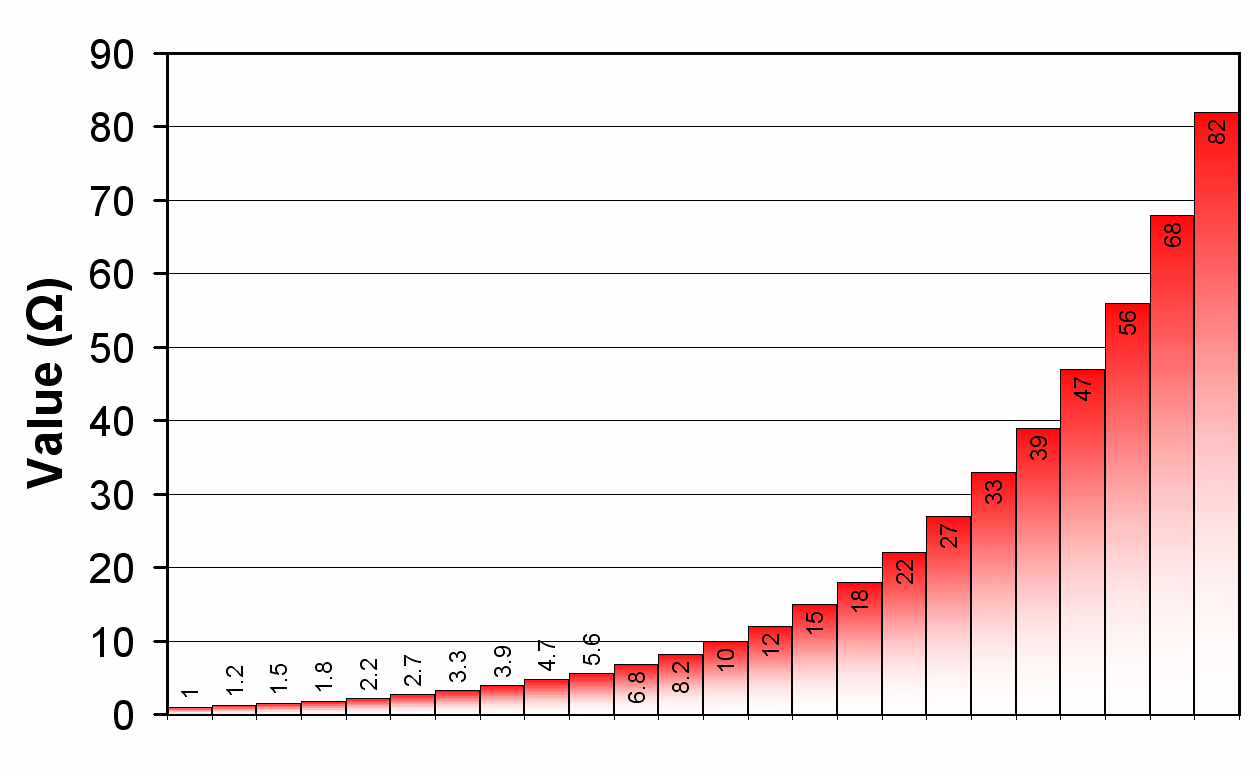
Grafico dei valori standard dei resistori

I valori standard o normalizzati per i resistori sono stabiliti in base alla norma IEC 60063, che fissa delle tabelle da utilizzare a seconda della tolleranza (valide anche per i condensatori). In base ad essa si può conoscere quali valori di resistori sono disponibili in commercio.

## Le serie
A seconda della tolleranza garantita, la norma IEC 60063 definisce diverse serie: E6 con tolleranza 20%, E12 con tolleranza 10%, E24 con tolleranza 5%, E48 con tolleranza 2%, E96 con tolleranza 1% e infine la E192 (la più precisa) con tolleranza 0,5%. Le serie E6, E12 ed E18 hanno due cifre significative (i valori che vengono moltiplicati o divisi per multipli di 10), mentre la E48, la E96 e la E192 hanno tre cifre significative.
Per esempio, la serie E12 prevede resistori con le seguenti cifre significative:
```
10 12 15 18 22 27 33 39 47 56 68 82
```

È sufficiente moltiplicare questi valori per 0,1, 1, 10, 100, 1000, ecc. per ottenere i valori delle resistenze in commercio, i cui valori più facilmente reperibili vanno da 0,1 Ω a 22 MΩ. 
Quindi, se il venditore dichiara di avere disponibile la serie E12, non avrà una resistenza da 1274 Ω, ma neanche da 1300 Ω o da 1400 Ω: nella serie E12 esistono solo da 1200 Ω (1,2 x 1000) o 1500 Ω (1,5 x 1000).
Altro esempio: la serie E6 (per resistori con tolleranza del 20%) consente sei valori: 10, 15, 22, 33, 47, 68. Questo significa che i valori di questa serie hanno queste due cifre significative. I valori che si trovano in commercio relativi a 47 sono: 0,47 Ω, 4,7 Ω, 47 Ω, 470 Ω, 4,7 kΩ, 47 kΩ, 470 kΩ, e così via. La tabella con i valori catalogati per le diverse serie è la seguente:
```
E6   (20%): 10          15          22    
            33          47          68
```

```
E12  (10%): 10    12    15    18    22    27 
            33    39    47    56    68    82
```

```
E24  ( 5%): 10 11 12 13 15 16 18 20 22 24 27 30
            33 36 39 43 47 51 56 62 68 75 82 91
```

```
E48  ( 2%): 100 105 110 115 121 127 133 140
            147 154 162 169 178 187 196 205
            215 226 237 249 261 274 287 301
            316 332 348 365 383 402 422 442
            464 487 511 536 562 590 619 649
            681 715 750 787 825 866 909 953
```

```
E96  ( 1%): 100 102 105 107 110 113 115 118
            121 124 127 130 133 137 140 143
            147 150 154 158 162 165 169 174
            178 182 187 191 196 200 205 210
            215 221 226 232 237 243 249 255
            261 267 274 280 287 294 301 309
            316 324 332 340 348 357 365 374
            383 392 402 412 422 432 442 453
            464 475 487 499 511 523 536 549
            562 576 590 604 619 634 649 665
            681 698 715 732 750 768 787 806
            825 845 866 887 909 931 953 976
```

```
E192 (0,5%):100 101 102 104 105 106 107 109
            110 111 113 114 115 117 118 120 
            121 123 124 126 127 129 130 132 
            133 135 137 138 140 142 143 145 
            147 149 150 152 154 156 158 160 
            162 164 165 167 169 172 174 176 
            178 180 182 184 187 189 191 193 
            196 198 200 203 205 208 210 213 
            215 218 221 223 226 229 232 234 
            237 240 243 246 249 252 255 258 
            261 264 267 271 274 277 280 284 
            287 291 294 298 301 305 309 312 
            316 320 324 328 332 336 340 344 
            348 352 357 361 365 370 374 379 
            383 388 392 397 402 407 412 417 
            422 427 432 437 442 448 453 459 
            464 470 475 481 487 493 499 505 
            511 517 523 530 536 542 549 556 
            562 569 576 583 590 597 604 612 
            619 626 634 642 649 657 665 673 
            681 690 698 706 715 723 732 741 
            750 759 768 777 787 796 806 816 
            825 835 845 856 866 876 887 898 
            909 919 931 942 953 965 976 988
```

Si noti che i valori a due cifre significative della serie E6 sono presenti anche nella E12 e che quelli della E12 sono presenti anche nella E24. Allo stesso modo, i valori a tre cifre significative della serie E48 sono presenti anche nella E96 e quelli della E96 sono presenti anche nella E192.
La serie E192 è usata anche per resistori con tolleranza dello 0,25% e 0,1% .

## Considerazioni teoriche
I valori delle singole serie (derivati dalla serie di Rénard) sono ottenuti dalla progressione geometrica:
{\displaystyle ar^{0}=a,ar^{1}=ar,ar^{2},ar^{3},...}
dove r ≠ 0 è la ragione ed a è un fattore di scala che viene posto uguale a 10.
La ragione e il termine Nesimo risultano (n va incrementato a partire da 0 fino a k-1):
{\displaystyle r={\sqrt[{k}]{10}}\qquad N=\left({\sqrt[{k}]{10}}\right)^{n}}.
dove k è il numero di valori nella decade per ciascuna serie: per la E6 k=6, per la E12 k=12, ecc. Grazie a questa scelta, se si sostituisce un componente di valore qualsiasi con uno del valore standard più vicino, si commette un errore relativo massimo inferiore alla tolleranza della serie scelta.
Esempio:
Serie E6 (tolleranza 20%): desiderando i valori 18 Ω e 19 Ω, si ottengono i seguenti risultati: 
valore desiderato: 18 Ω
Valore nominale più vicino disponibile: 15 Ω
Errore: 20%;
valore desiderato: 19 Ω
Valore nominale più vicino disponibile: 22 Ω
Errore: 16%.
Come si vede, l'errore commesso è pari, nel caso peggiore, alla tolleranza della serie E6.